# Anodontosaurus
Anodontosaurus ("lagarto sin dientes") es un género  extinto con dos especies conocidas  de dinosaurio tireoforo anquilosáurido que vivieron durante el Cretácico Superior, entre finales de Campaniense y mediados del Maastrichtiense, hace aproximadamente entre 72,8-67 millones de años en lo que es hoy Norteamérica. Sus fósiles se han hallado en la Formación Cañón Herradura en el sur de Alberta, Canadá.  Las dos especies conocidas son  Anodontosaurus lambei y  Anodontosaurus inceptus.

## Descripción
Anodontosaurus era un anquilosáurido de tamaño medio, cuadrúpedo, terrestre y herbívoro. Al igual que otros anquilosáuridos, Anodontosaurus tiene una armadura en la mayoría de las superficies dorsales de su cuerpo. Cuenta con una amplia porra de la cola en punta y extremo de su cola blindada. El cráneo ofrece un caputegulae postocular, que son pequeñas placas poligonales de los huesos que están presentes en el cráneo y se sitúan en la parte inmediatamente posterior del ojo. Se calcula que medía 6,5 metros de largo unos 2 m de alto y pesaba 2,5 toneladas.
En 1986 Coombs examinó espécimen AMNH 5266, que en el momento se refería a Euoplocephalus, y determinó que era un juvenil. Consta de cinco centros vertebrales, un arco neural, uno dorsal y dos costillas sacras, el isquion derecho, la extremidad posterior derecha completa, el pie derecho , un incompleto pie izquierdo, y varios otros fragmentos. AMNH 5266 fue descubierto en 1912 en el Río Red Deer fue recogido por Barnum Brown con la ayuda de Peter Kaisen, George Olsen, y Charles M. Sternberg en los sedimentos de la Formación Cañón Herradura. Coombs apoya la afirmación de que este espécimen representaba un juvenil citando que centros vertebrales que no se fusiona con sus arcos neurales, y que las costillas sacras tampoco se fusionaron a las vértebras y al ilion. Otros caracteres morfológicos de apoyo que se trata de un ejemplar juvenil incluyen los huesos largos que cuentan con superficies lisas, que no están marcados por las rugosidades propias de los huesos de adultos, la cabeza del fémur es menos de forma esférica y está claramente delimitada por la parte adyacente de la diáfisis femoral, los extremos distales de la tibia y el peroné no se fusionan con el astrágalo y el calcáneo y la falange ungueal de la manus no más ancho está en el proximal articular final como se observa en los adultos.

## Descubrimiento e investigación

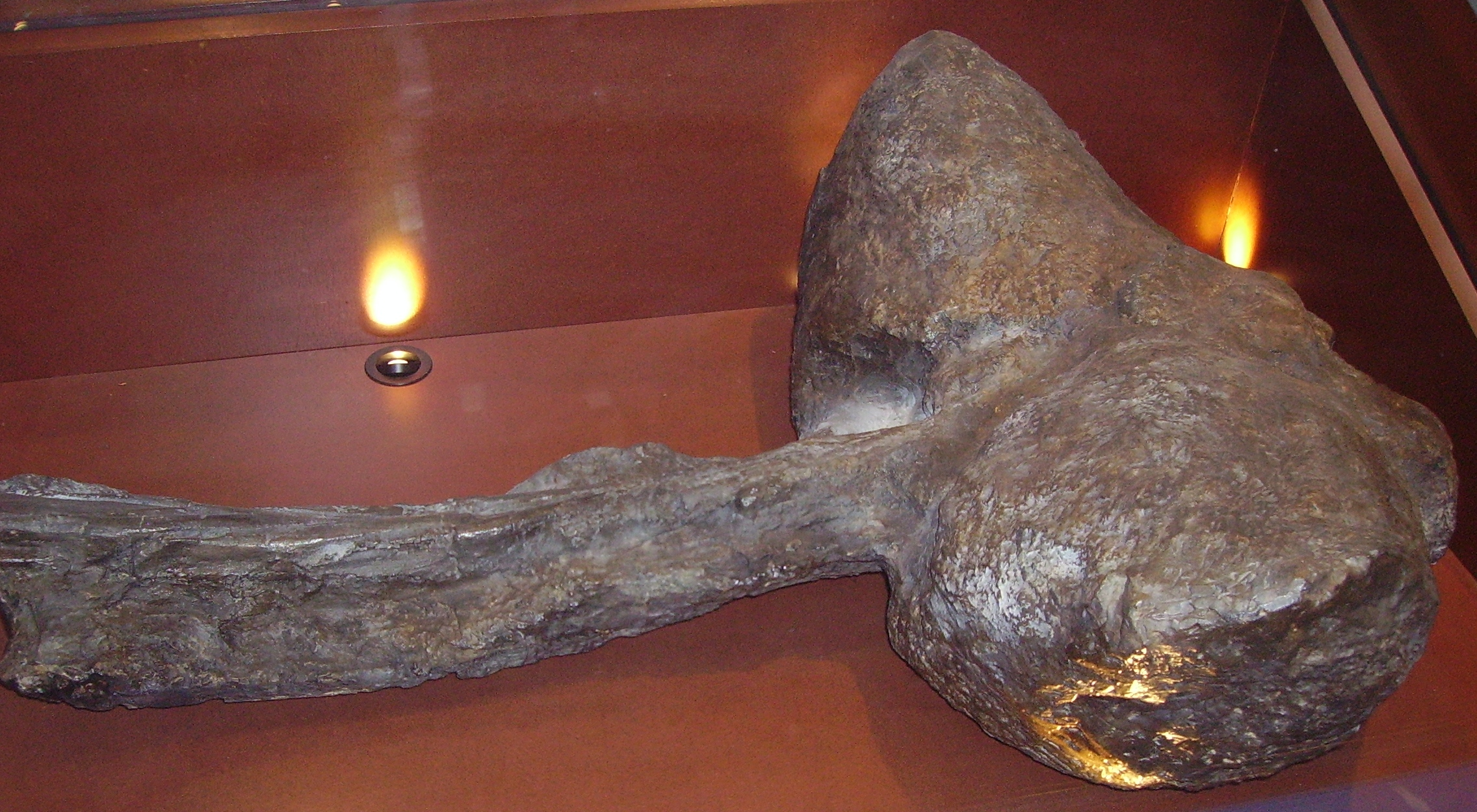
Cola referida AMNH 5245

Anodontosaurus fue nombrado por Charles Mortram Sternberg en 1928, basándose en el holotipo CMN 8530, un esqueleto parcialmente preservado que incluye el cráneo, un anillo cervical medio, armadura y otros restos postcraneales. Este esqueleto aplastado fue recolectado por Sternberg en 1916 en una cantera del Museo Canadiense de la Naturaleza, a unos 13 kilómetros al suroeste de Morrin. Fue extraído de la parte superior de la Formación Cañón Herradura, de la unidad 2, que data de entre finales del Campaniano hasta principios del Maastrichtiano hace unos nos 71 a 70,2 millones de años. El nombre del género significa "lagarto sin dientes" en griego antiguo. El nombre fue inspirado por el hecho de que los daños por compresión de la muestra le había quitado los dientes, al mismo tiempo, cambiando varios elementos redondos planos por debajo del cráneo y en la parte superior de la mandíbula izquierda, cosa que confundió a Sternberg en poseía unas supuestas grandes "placas de trituración" habían reemplazado la dentición normal. El nombre de la especie, lambei, honra a Lawrence Morris Lambe, el geólogo y paleontólogo canadiense del Servicio Geológico de Canadá en el que se aloja el fósil holotipo.

## Clasificación

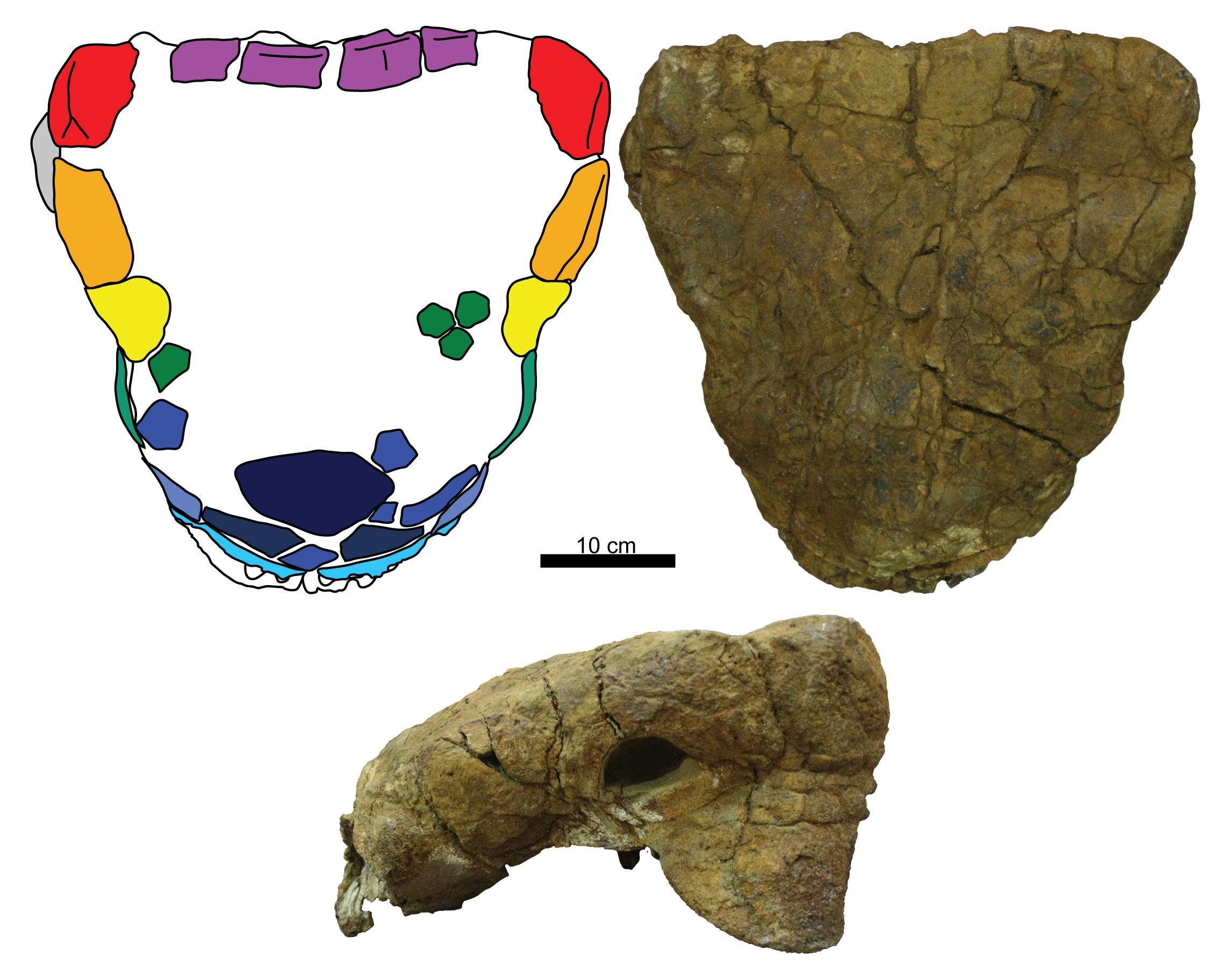
Cráneo referido TMP 1997.132.1

En 1971, Walter Coombs concluyó que solo había una especie de anquilosáurido durante la época del Campaniense en Norteamérica. Él sinonimizó a las especies Anodontosaurus lambei, Dyoplosaurus acutosquameus y Scolosaurus cutleri con Euoplocephalus tutus. La sinonimización de Anodontosaurus lambei y Euoplocephalus tutus fue aceptada en general y por tanto CMN 8530 fue asignada a E. tutus. Sin embargo, tras la redescripción de Dyoplosaurus como un género válido por Arbour et al. (2009), Victoria Arbour (2010) señaló que Anodontosaurus es un taxón válido también y distinto de Euoplocephalus. De acuerdo con su estudio, publicado solo como un resumen, Anodontosaurus difiere de Euoplocephalus en características del cráneo y de la ornamentación del anillo medio cervical, así como la morfología de la maza ósea de la cola, incluyendo la presencia de osteodermos triangulares, en punta y romos en Anodontosaurus. De hecho, Arbour (2010) sugirió reasignar a todos los especímenes de anquilosaurinos de la Formación Cañón Herradura de Euoplocephalus a Anodontosaurus. La validez de Anodontosaurus fue aceptada en dos estudios posteriores. El primer, publicado por Paul Penkalski y William T. Blows en 2013, revalidó a Scolosaurus también. El segundo estudio, de Penkalski en 2013, nombró y describió a Oohkotokia de Montana basándose en restos que originalmente se consideraron como referibles a Euoplocephalus. Penkalski (2013) llevó a cabo un pequeño análisis filogenético de algunos especímenes de anquilosaurinos. El único ejemplar de Anodontosaurus que fue incluido en este análisis es el holotipo. Anodontosaurus fue situado en una politomía o relación evolutiva sin resolver con el holotipo de Euoplocephalus y algunos especímenes que fueron referidos a este, mientras que Oohkotokia fue situado en un clado con Dyoplosaurus, y los especímenes que se piensa que representan a Dyoplosaurus o Scolosaurus. En un estudio basado en los resultados de su resumen SVP 2010, Arbor junto con Philip Currie formalizaron la revalidación de Anodonotsaurus, y un espécimen de la Formación del Parque Dinosaurio, TMP 1997.132.1, se remitió a Anodontosaurus extendiendo el rango estratigráfico del género unos millones de años atrás. Sin embargo, el espécimen de DPF se convirtió en el holotipo de una nueva especie, A. inceptus.
El siguiente cladograma está basado en un análisis filogenético de 2015 de la Ankylosaurinae realizado por Arbour y Currie.

|  | Saichania                                              |
|  |                                                        |
|  | \| \| Tarchia \| \| \| \| \| \| Zaraapelta \| \| \| \| |
|  |                                                        |
|  | Tarchia                                                |
|  |                                                        |
|  | Zaraapelta                                             |
|  |                                                        |

|  | Tarchia    |
|  |            |
|  | Zaraapelta |
|  |            |

|  | Talarurus         |
|  |                   |
|  | Nodocephalosaurus |
|  |                   |

|  | Ankylosaurus   |
|  |                |
|  | Anodontosaurus |
|  |                |

|  | Scolosaurus |
|  |             |
|  | Ziapelta    |
|  |             |

|  | Ankylosaurus   |
|  |                |
|  | Anodontosaurus |
|  |                |

|  | Scolosaurus |
|  |             |
|  | Ziapelta    |
|  |             |

|  | Talarurus         |
|  |                   |
|  | Nodocephalosaurus |
|  |                   |

|  | Ankylosaurus   |
|  |                |
|  | Anodontosaurus |
|  |                |

|  | Scolosaurus |
|  |             |
|  | Ziapelta    |
|  |             |

|  | Ankylosaurus   |
|  |                |
|  | Anodontosaurus |
|  |                |

|  | Scolosaurus |
|  |             |
|  | Ziapelta    |
|  |             |

|  | Talarurus         |
|  |                   |
|  | Nodocephalosaurus |
|  |                   |

|  | Ankylosaurus   |
|  |                |
|  | Anodontosaurus |
|  |                |

|  | Scolosaurus |
|  |             |
|  | Ziapelta    |
|  |             |

|  | Ankylosaurus   |
|  |                |
|  | Anodontosaurus |
|  |                |

|  | Scolosaurus |
|  |             |
|  | Ziapelta    |
|  |             |

|  | Talarurus         |
|  |                   |
|  | Nodocephalosaurus |
|  |                   |

|  | Ankylosaurus   |
|  |                |
|  | Anodontosaurus |
|  |                |

|  | Scolosaurus |
|  |             |
|  | Ziapelta    |
|  |             |

|  | Ankylosaurus   |
|  |                |
|  | Anodontosaurus |
|  |                |

|  | Scolosaurus |
|  |             |
|  | Ziapelta    |
|  |             |

|  | Saichania                                              |
|  |                                                        |
|  | \| \| Tarchia \| \| \| \| \| \| Zaraapelta \| \| \| \| |
|  |                                                        |
|  | Tarchia                                                |
|  |                                                        |
|  | Zaraapelta                                             |
|  |                                                        |

|  | Tarchia    |
|  |            |
|  | Zaraapelta |
|  |            |

|  | Talarurus         |
|  |                   |
|  | Nodocephalosaurus |
|  |                   |

|  | Ankylosaurus   |
|  |                |
|  | Anodontosaurus |
|  |                |

|  | Scolosaurus |
|  |             |
|  | Ziapelta    |
|  |             |

|  | Ankylosaurus   |
|  |                |
|  | Anodontosaurus |
|  |                |

|  | Scolosaurus |
|  |             |
|  | Ziapelta    |
|  |             |

|  | Talarurus         |
|  |                   |
|  | Nodocephalosaurus |
|  |                   |

|  | Ankylosaurus   |
|  |                |
|  | Anodontosaurus |
|  |                |

|  | Scolosaurus |
|  |             |
|  | Ziapelta    |
|  |             |

|  | Ankylosaurus   |
|  |                |
|  | Anodontosaurus |
|  |                |

|  | Scolosaurus |
|  |             |
|  | Ziapelta    |
|  |             |

|  | Talarurus         |
|  |                   |
|  | Nodocephalosaurus |
|  |                   |

|  | Ankylosaurus   |
|  |                |
|  | Anodontosaurus |
|  |                |

|  | Scolosaurus |
|  |             |
|  | Ziapelta    |
|  |             |

|  | Ankylosaurus   |
|  |                |
|  | Anodontosaurus |
|  |                |

|  | Scolosaurus |
|  |             |
|  | Ziapelta    |
|  |             |

|  | Talarurus         |
|  |                   |
|  | Nodocephalosaurus |
|  |                   |

|  | Ankylosaurus   |
|  |                |
|  | Anodontosaurus |
|  |                |

|  | Scolosaurus |
|  |             |
|  | Ziapelta    |
|  |             |

|  | Ankylosaurus   |
|  |                |
|  | Anodontosaurus |
|  |                |

|  | Scolosaurus |
|  |             |
|  | Ziapelta    |
|  |             |

|  | Saichania                                              |
|  |                                                        |
|  | \| \| Tarchia \| \| \| \| \| \| Zaraapelta \| \| \| \| |
|  |                                                        |
|  | Tarchia                                                |
|  |                                                        |
|  | Zaraapelta                                             |
|  |                                                        |

|  | Tarchia    |
|  |            |
|  | Zaraapelta |
|  |            |

|  | Talarurus         |
|  |                   |
|  | Nodocephalosaurus |
|  |                   |

|  | Ankylosaurus   |
|  |                |
|  | Anodontosaurus |
|  |                |

|  | Scolosaurus |
|  |             |
|  | Ziapelta    |
|  |             |

|  | Ankylosaurus   |
|  |                |
|  | Anodontosaurus |
|  |                |

|  | Scolosaurus |
|  |             |
|  | Ziapelta    |
|  |             |

|  | Talarurus         |
|  |                   |
|  | Nodocephalosaurus |
|  |                   |

|  | Ankylosaurus   |
|  |                |
|  | Anodontosaurus |
|  |                |

|  | Scolosaurus |
|  |             |
|  | Ziapelta    |
|  |             |

|  | Ankylosaurus   |
|  |                |
|  | Anodontosaurus |
|  |                |

|  | Scolosaurus |
|  |             |
|  | Ziapelta    |
|  |             |

|  | Talarurus         |
|  |                   |
|  | Nodocephalosaurus |
|  |                   |

|  | Ankylosaurus   |
|  |                |
|  | Anodontosaurus |
|  |                |

|  | Scolosaurus |
|  |             |
|  | Ziapelta    |
|  |             |

|  | Ankylosaurus   |
|  |                |
|  | Anodontosaurus |
|  |                |

|  | Scolosaurus |
|  |             |
|  | Ziapelta    |
|  |             |

|  | Talarurus         |
|  |                   |
|  | Nodocephalosaurus |
|  |                   |

|  | Ankylosaurus   |
|  |                |
|  | Anodontosaurus |
|  |                |

|  | Scolosaurus |
|  |             |
|  | Ziapelta    |
|  |             |

|  | Ankylosaurus   |
|  |                |
|  | Anodontosaurus |
|  |                |

|  | Scolosaurus |
|  |             |
|  | Ziapelta    |
|  |             |

|  | Saichania                                              |
|  |                                                        |
|  | \| \| Tarchia \| \| \| \| \| \| Zaraapelta \| \| \| \| |
|  |                                                        |
|  | Tarchia                                                |
|  |                                                        |
|  | Zaraapelta                                             |
|  |                                                        |

|  | Tarchia    |
|  |            |
|  | Zaraapelta |
|  |            |

|  | Talarurus         |
|  |                   |
|  | Nodocephalosaurus |
|  |                   |

|  | Ankylosaurus   |
|  |                |
|  | Anodontosaurus |
|  |                |

|  | Scolosaurus |
|  |             |
|  | Ziapelta    |
|  |             |

|  | Ankylosaurus   |
|  |                |
|  | Anodontosaurus |
|  |                |

|  | Scolosaurus |
|  |             |
|  | Ziapelta    |
|  |             |

|  | Talarurus         |
|  |                   |
|  | Nodocephalosaurus |
|  |                   |

|  | Ankylosaurus   |
|  |                |
|  | Anodontosaurus |
|  |                |

|  | Scolosaurus |
|  |             |
|  | Ziapelta    |
|  |             |

|  | Ankylosaurus   |
|  |                |
|  | Anodontosaurus |
|  |                |

|  | Scolosaurus |
|  |             |
|  | Ziapelta    |
|  |             |

|  | Talarurus         |
|  |                   |
|  | Nodocephalosaurus |
|  |                   |

|  | Ankylosaurus   |
|  |                |
|  | Anodontosaurus |
|  |                |

|  | Scolosaurus |
|  |             |
|  | Ziapelta    |
|  |             |

|  | Ankylosaurus   |
|  |                |
|  | Anodontosaurus |
|  |                |

|  | Scolosaurus |
|  |             |
|  | Ziapelta    |
|  |             |

|  | Talarurus         |
|  |                   |
|  | Nodocephalosaurus |
|  |                   |

|  | Ankylosaurus   |
|  |                |
|  | Anodontosaurus |
|  |                |

|  | Scolosaurus |
|  |             |
|  | Ziapelta    |
|  |             |

|  | Ankylosaurus   |
|  |                |
|  | Anodontosaurus |
|  |                |

|  | Scolosaurus |
|  |             |
|  | Ziapelta    |
|  |             |

|  | Saichania                                              |
|  |                                                        |
|  | \| \| Tarchia \| \| \| \| \| \| Zaraapelta \| \| \| \| |
|  |                                                        |
|  | Tarchia                                                |
|  |                                                        |
|  | Zaraapelta                                             |
|  |                                                        |

|  | Tarchia    |
|  |            |
|  | Zaraapelta |
|  |            |

|  | Talarurus         |
|  |                   |
|  | Nodocephalosaurus |
|  |                   |

|  | Ankylosaurus   |
|  |                |
|  | Anodontosaurus |
|  |                |

|  | Scolosaurus |
|  |             |
|  | Ziapelta    |
|  |             |

|  | Ankylosaurus   |
|  |                |
|  | Anodontosaurus |
|  |                |

|  | Scolosaurus |
|  |             |
|  | Ziapelta    |
|  |             |

|  | Talarurus         |
|  |                   |
|  | Nodocephalosaurus |
|  |                   |

|  | Ankylosaurus   |
|  |                |
|  | Anodontosaurus |
|  |                |

|  | Scolosaurus |
|  |             |
|  | Ziapelta    |
|  |             |

|  | Ankylosaurus   |
|  |                |
|  | Anodontosaurus |
|  |                |

|  | Scolosaurus |
|  |             |
|  | Ziapelta    |
|  |             |

|  | Talarurus         |
|  |                   |
|  | Nodocephalosaurus |
|  |                   |

|  | Ankylosaurus   |
|  |                |
|  | Anodontosaurus |
|  |                |

|  | Scolosaurus |
|  |             |
|  | Ziapelta    |
|  |             |

|  | Ankylosaurus   |
|  |                |
|  | Anodontosaurus |
|  |                |

|  | Scolosaurus |
|  |             |
|  | Ziapelta    |
|  |             |

|  | Talarurus         |
|  |                   |
|  | Nodocephalosaurus |
|  |                   |

|  | Ankylosaurus   |
|  |                |
|  | Anodontosaurus |
|  |                |

|  | Scolosaurus |
|  |             |
|  | Ziapelta    |
|  |             |

|  | Ankylosaurus   |
|  |                |
|  | Anodontosaurus |
|  |                |

|  | Scolosaurus |
|  |             |
|  | Ziapelta    |
|  |             |

|  | Saichania                                              |
|  |                                                        |
|  | \| \| Tarchia \| \| \| \| \| \| Zaraapelta \| \| \| \| |
|  |                                                        |
|  | Tarchia                                                |
|  |                                                        |
|  | Zaraapelta                                             |
|  |                                                        |

|  | Tarchia    |
|  |            |
|  | Zaraapelta |
|  |            |

|  | Talarurus         |
|  |                   |
|  | Nodocephalosaurus |
|  |                   |

|  | Ankylosaurus   |
|  |                |
|  | Anodontosaurus |
|  |                |

|  | Scolosaurus |
|  |             |
|  | Ziapelta    |
|  |             |

|  | Ankylosaurus   |
|  |                |
|  | Anodontosaurus |
|  |                |

|  | Scolosaurus |
|  |             |
|  | Ziapelta    |
|  |             |

|  | Talarurus         |
|  |                   |
|  | Nodocephalosaurus |
|  |                   |

|  | Ankylosaurus   |
|  |                |
|  | Anodontosaurus |
|  |                |

|  | Scolosaurus |
|  |             |
|  | Ziapelta    |
|  |             |

|  | Ankylosaurus   |
|  |                |
|  | Anodontosaurus |
|  |                |

|  | Scolosaurus |
|  |             |
|  | Ziapelta    |
|  |             |

|  | Talarurus         |
|  |                   |
|  | Nodocephalosaurus |
|  |                   |

|  | Ankylosaurus   |
|  |                |
|  | Anodontosaurus |
|  |                |

|  | Scolosaurus |
|  |             |
|  | Ziapelta    |
|  |             |

|  | Ankylosaurus   |
|  |                |
|  | Anodontosaurus |
|  |                |

|  | Scolosaurus |
|  |             |
|  | Ziapelta    |
|  |             |

|  | Talarurus         |
|  |                   |
|  | Nodocephalosaurus |
|  |                   |

|  | Ankylosaurus   |
|  |                |
|  | Anodontosaurus |
|  |                |

|  | Scolosaurus |
|  |             |
|  | Ziapelta    |
|  |             |

|  | Ankylosaurus   |
|  |                |
|  | Anodontosaurus |
|  |                |

|  | Scolosaurus |
|  |             |
|  | Ziapelta    |
|  |             |

|  | Saichania                                              |
|  |                                                        |
|  | \| \| Tarchia \| \| \| \| \| \| Zaraapelta \| \| \| \| |
|  |                                                        |
|  | Tarchia                                                |
|  |                                                        |
|  | Zaraapelta                                             |
|  |                                                        |

|  | Tarchia    |
|  |            |
|  | Zaraapelta |
|  |            |

|  | Talarurus         |
|  |                   |
|  | Nodocephalosaurus |
|  |                   |

|  | Ankylosaurus   |
|  |                |
|  | Anodontosaurus |
|  |                |

|  | Scolosaurus |
|  |             |
|  | Ziapelta    |
|  |             |

|  | Ankylosaurus   |
|  |                |
|  | Anodontosaurus |
|  |                |

|  | Scolosaurus |
|  |             |
|  | Ziapelta    |
|  |             |

|  | Talarurus         |
|  |                   |
|  | Nodocephalosaurus |
|  |                   |

|  | Ankylosaurus   |
|  |                |
|  | Anodontosaurus |
|  |                |

|  | Scolosaurus |
|  |             |
|  | Ziapelta    |
|  |             |

|  | Ankylosaurus   |
|  |                |
|  | Anodontosaurus |
|  |                |

|  | Scolosaurus |
|  |             |
|  | Ziapelta    |
|  |             |

|  | Talarurus         |
|  |                   |
|  | Nodocephalosaurus |
|  |                   |

|  | Ankylosaurus   |
|  |                |
|  | Anodontosaurus |
|  |                |

|  | Scolosaurus |
|  |             |
|  | Ziapelta    |
|  |             |

|  | Ankylosaurus   |
|  |                |
|  | Anodontosaurus |
|  |                |

|  | Scolosaurus |
|  |             |
|  | Ziapelta    |
|  |             |

|  | Talarurus         |
|  |                   |
|  | Nodocephalosaurus |
|  |                   |

|  | Ankylosaurus   |
|  |                |
|  | Anodontosaurus |
|  |                |

|  | Scolosaurus |
|  |             |
|  | Ziapelta    |
|  |             |

|  | Ankylosaurus   |
|  |                |
|  | Anodontosaurus |
|  |                |

|  | Scolosaurus |
|  |             |
|  | Ziapelta    |
|  |             |

|  | Saichania                                              |
|  |                                                        |
|  | \| \| Tarchia \| \| \| \| \| \| Zaraapelta \| \| \| \| |
|  |                                                        |
|  | Tarchia                                                |
|  |                                                        |
|  | Zaraapelta                                             |
|  |                                                        |

|  | Tarchia    |
|  |            |
|  | Zaraapelta |
|  |            |

|  | Talarurus         |
|  |                   |
|  | Nodocephalosaurus |
|  |                   |

|  | Ankylosaurus   |
|  |                |
|  | Anodontosaurus |
|  |                |

|  | Scolosaurus |
|  |             |
|  | Ziapelta    |
|  |             |

|  | Ankylosaurus   |
|  |                |
|  | Anodontosaurus |
|  |                |

|  | Scolosaurus |
|  |             |
|  | Ziapelta    |
|  |             |

|  | Talarurus         |
|  |                   |
|  | Nodocephalosaurus |
|  |                   |

|  | Ankylosaurus   |
|  |                |
|  | Anodontosaurus |
|  |                |

|  | Scolosaurus |
|  |             |
|  | Ziapelta    |
|  |             |

|  | Ankylosaurus   |
|  |                |
|  | Anodontosaurus |
|  |                |

|  | Scolosaurus |
|  |             |
|  | Ziapelta    |
|  |             |

|  | Talarurus         |
|  |                   |
|  | Nodocephalosaurus |
|  |                   |

|  | Ankylosaurus   |
|  |                |
|  | Anodontosaurus |
|  |                |

|  | Scolosaurus |
|  |             |
|  | Ziapelta    |
|  |             |

|  | Ankylosaurus   |
|  |                |
|  | Anodontosaurus |
|  |                |

|  | Scolosaurus |
|  |             |
|  | Ziapelta    |
|  |             |

|  | Talarurus         |
|  |                   |
|  | Nodocephalosaurus |
|  |                   |

|  | Ankylosaurus   |
|  |                |
|  | Anodontosaurus |
|  |                |

|  | Scolosaurus |
|  |             |
|  | Ziapelta    |
|  |             |

|  | Ankylosaurus   |
|  |                |
|  | Anodontosaurus |
|  |                |

|  | Scolosaurus |
|  |             |
|  | Ziapelta    |
|  |             |